# Erygia apicalis
Erygia apicalis là một loài bướm đêm trong họ Noctuidae.